# ハートに火をつけて
「ハートに火をつけて」(Light My Fire) は、アメリカのロックバンド、ドアーズの楽曲。1966年8月に録音、1967年1月にバンド名を冠したデビュー・アルバム『The Doors』（邦題『ハートに火をつけて』）に集録した形で発表。後にリカット・シングル。
ビルボード（Billboard）誌では、1967年7月29日に「週間ランキング第1位」を獲得。以後、8月12日まで３週連続で１位。1967年の年間ランキングでは第2位となった。また、翌年の再発盤は最高87位となった。2010年版の「ローリング・ストーンの選ぶオールタイム・グレイテスト・ソング500」では35位にランクされた。

## 概要
長い印象的な間奏と東洋の影響を備えたサイケデリック・ロックやジャズ・ロックの初期の代表的作品である（間奏部分はシングルでは出だしと終わり部分を除いてほぼ全てカットされ、曲の長さが2分50秒程に短くなっている）。
作詞・作曲はドアーズ名義となっているが、大部分をギターのロビー・クリーガーが担当したとされ、ボーカルのジム・モリソンが関わった部分は少ないとされる。ロビーは「作詞は殆ど自分がした。ジムは僕が作詞するのをちょっと手伝っただけさ。作曲は僕とレイ（・マンザレク）が主にやった」と述べている。
最初はロビーのギターのみのイントロであったが、後に印象的なレイのオルガンによるイントロに変わった。アルバム『Live at the Matrix 1967』ではギターによるイントロで始まるバージョンを聞くことができる。
シングル版は1967年にアメリカレコード協会（RIAA）から500,000枚出荷についてゴールド賞が授与された。1971年12月時点で、927,000枚の販売で、このバンドの最も売れたシングルであった。2018年9月にはアメリカレコード協会から、2,000,000枚出荷についてプラチナ賞が授与された。
当曲はそのハーモニーとキャッチーなリズムが、ポップ・ミュージックやミドル・オブ・ザ・ロードのスタイルでのカヴァーに向いていた。特にドアーズによる発表から1年後の1968年に発売されたホセ・フェリシアーノによるカバーはヒットし、ビルボード・チャートの3位まで登り、同曲を1968年の「ビルボード・ホット100」の87位に再登場させることになった。また、グラミー賞の最優秀男性ヴォーカル・パフォーマンス賞を受賞した。

## 主なカバー作品
- ホセ・フェリシアーノ - 1968年のシングル。全米3位を記録。
- ウィル・ヤング - 2002年のシングル。全英シングルチャートでは週間1位、年間16位を記録。
- B・J・トーマス - 1968年のアルバム『On My Way』に収録。
- トリニ・ロペス - 1969年のアルバム『The Trini Lopez Show』に収録。演奏はベンチャーズ。[6]。
- ナンシー・シナトラ - 1969年のアルバム『Nancy』に収録。
- クラレンス・カーター - 1969年のアルバム『The Dynamic Clarence Carter』に収録[7]。
- ヤング・ホルト・アンリミテッド - 1969年のアルバム『Just A Melody』に収録[8]。
- アストラッド・ジルベルト - 1970年のアルバム『September 17, 1969』に収録[9]。
- アイザック・ヘイズ - 1973年のライブ・アルバム『Live at the Sahara Tahoe』に収録。
- アモルフィス - 1994年のアルバム『テイルズ・フロム・ザ・サウザンド・レイクス』に収録。
- ナタリア・オレイロ
- シャーリー・バッシー
- ディヴィディドス（英語版）
- UB40
- マッシヴ・アタック
- ミニー・リパートン
- スティーヴィー・ワンダー
- ベンチャーズ
- アル・グリーン
- アナンダ・シャンカール（英語版）
- トレイン - トリビュート・アルバム『Stoned Immaculate: The Music of The Doors』収録。
- チャレンジャーズ（英語版） - アルバム『Light My Fire』でインストゥルメンタル・ヴァージョンとして発表した。
- ザ・スターリン - シングル「ロマンチスト」(1982年)のB面。
- ザ・サーフコースターズ - アルバム『L'esprit』（2002年）で遠藤遼一をゲストに迎えカヴァー。
- Hide
- HiGE

## 資料
| 国/地域               | 認定     | 認定/売上数 |
| --------------------- | -------- | ----------- |
| アメリカ合衆国 (RIAA) | Platinum | 2,000,000   |